# Zaplana, Logatec
Zaplana je razloženo naselje na jugovzhodu Rovtarskega hribovja, katerega manjši del je v Občini Logatec, drugi del pa v Občini Vrhnika.
V bližini naselja izvira potok Slabetov graben.